# Champagne Airlines
Champagne Airlines (code OACI : CPH) était une compagnie aérienne française régionale basée sur l'aéroport de Reims-Bétheny. 

## Histoire
La compagnie a été créée en 1998 pour assurer des vols à la demande ou réguliers de passagers ou de fret au départ de l'aéroport de Reims-Bétheny. 
Elle a été créée et dirigée par la famille Poncin, Eric étant le président et Brigitte et Bertrand les administrateurs principaux qui dirigeaient déjà la société de transport en hélicoptère Héli Champagne Ardenne (HCA) basée sur le deuxième aéroport de Reims, celui de Prunay.
En 1998, la part de transport de fret représentait plus de 40 % de l'activité de la compagnie.
Champagne Airlines employait début 2005, 17 personnes dont 11 Personnels navigants techniques (PNT). Elle exerçait principalement une activité de transport à la demande qui représentait environ 70 % de son chiffre d’affaires.
Devant de graves difficultés de trésorerie, la compagnie arrêtait ses activités le 29 novembre 2005 à la suite de son retrait de sa licence de transport en raison de sa mise en liquidation judiciaire en octobre de cette même année.

## Le réseau
Le 10 janvier 2005, pour le compte de la société SAFRAN et le grand public, elle exploitait un service régulier quotidien entre l'aéroport du Havre et Toulouse.

## Flotte

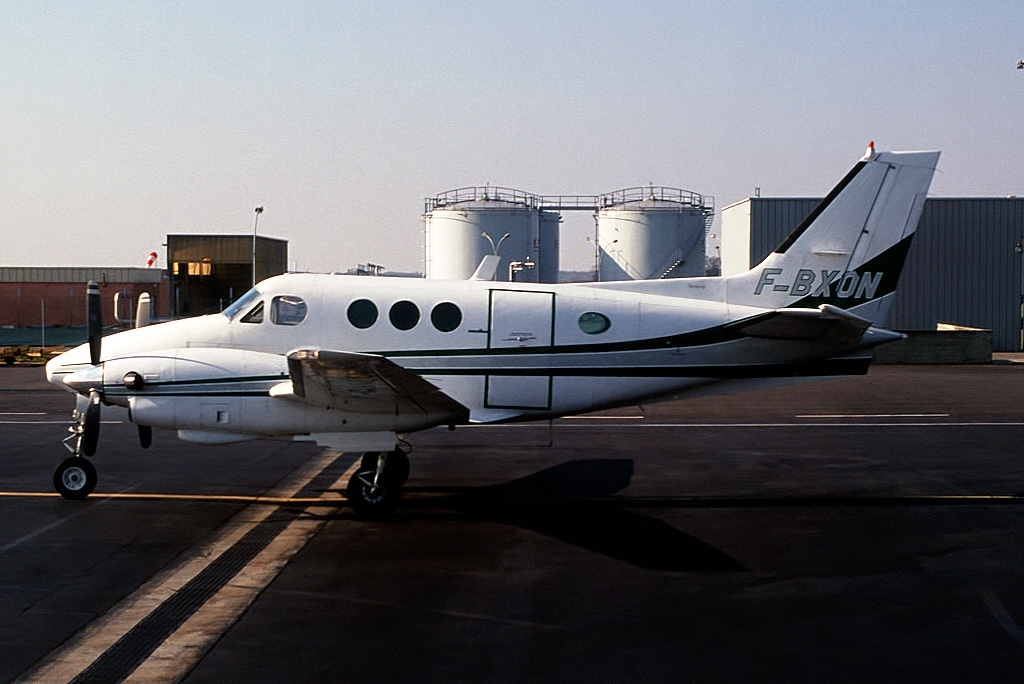
Beechcraft E90 King Air de Champagne Airlines à Toulouse.

La compagnie exploitait plusieurs types d'avions :
- Beechcraft 90 King Air dont le F-BXON et le F-GIML
- Fairchild SA 227 Metro III dont les F-GPSN, F-GGJPN, F-GTRB et F-GHVF qui venaient de la flotte de l'ancienne "Compagnie Aéronautique Européenne".
- Cessna 550 citadion II dont le F-HACA (location auprès de LocAvia).

## Accident grave
Le 13 novembre 2000, à l'approche de l'aérodrome de Reims-Prunay, l'équipage du Beechcraft E90 King Air avec 2 pilotes à bord, immatriculé F-GIML et venant de Paris-Le Bourget, annonce qu'il va réaliser un exercice de remise de gaz avec panne simulée d'un moteur. Peu après la remise de gaz, l'avion s'incline fortement sur la gauche, heurte violemment le sol et s'embrase. Conséquences, 2 morts et l'avion entièrement détruit,.